# Бондаренко Юрій Іванович (патофізіолог)
Юрій Іванович Бондаренко (15 липня 1936, с. Матіївка, Бахмацького району Чернігівської області, Україна - 11 жовтня 2024, м. Тернопіль) — український вчений-патофізіолог, доктор медичних наук (1989), професор (1990) кафедри патологічної фізіології Тернопільського національного медичного університету.

## Життєпис
У 1961 році закінчив Тернопільський медичний інститут.
У 1964 році вступив до аспірантури при кафедрі патологічної фізіології.
1961—1964 — працював лікарем.
Від 1967 працює в Тернопільському медичному університеті імені І. Я. Горбачевського: асистент (від 1968), доцент (від 1974), професор (від 1990), завідувач (2012—2018) кафедри патологічної фізіології. 
2005—2013 — директор ННІ моделювання та аналізу патологічних процесів.

## Наукова діяльність
У 1968 році захистив кандидатську дисертацію.
У 1989 захистив докторську дисертацію на тему «Нейро—гуморальні, метаболічні та мікроциркуляторні порушення в механізмах розвитку стресорних і стероїних виразок шлунка та їх корекція».
Сфера наукових інтересів — патогенез захворювань серцево-судинної, ендокринної, травної системи, молекулярно-генетичні процеси в патології, психофізіологія, патофізіологія і біохімія стресу, оксидаційний стрес, імуноцитокінопатогенез, гіпоксія, запалення, алергічні захворювання, патофізіологія обміну речовин, екстремальних станів.

## Доробок
Автор і співавтором понад 450 навчально-методичних та наукових публікацій.
Співавтор 3 винаходів.

## Відзнаки
- відзнака Тернопільської міської ради (2013)[7].
- Грамота Верховної Ради України (2017)[8][9].